# 言ってはいけない
『言ってはいけない ー残酷すぎる真実ー 』（いってはいけない）は、橘玲によって著された書籍。

## 概要
2016年4月16日に新潮新書で発売。
この社会に溢れているのは綺麗事であり、人間は平等や、努力は報われるや、見た目は問題ではないなどと言われているのは絵空事であると否定する。努力をしようとも遺伝には勝てず、知能や学歴や年収や犯罪歴までも遺伝であるとする。このため子育てや教育は徒労になるとする。
2016年放送のテレビ番組で古舘伊知郎が最近に読んだ面白い本として同書を紹介する。この書籍に書かれていることの中から古舘は、なぜ女性は性的な行為でのエクスタシーで叫ぶのかについて伝えた。
日本出版販売の2016年年間ベストセラーの総合部門で14位、新書ノンフィクション部門で1位になる。
2017年新書大賞を受賞。
50万部を突破する。